# Limbi nostratice
Nostraticul este o macro-familie ipotetică, care include multe dintre familiile de limbi indigene din Eurasia, deși compoziția și structura exactă propusă de diverșii susținători variază. De obicei cuprinde limbile kartveliene, indo-europene și uralice; unele limbi din familia altaică disputată; limbile afroasiatice vorbite în Africa de Nord, Cornul Africii, Peninsula Arabică și Orientul Apropiat, precum și limbile dravidiene ale subcontinentului indian (uneori și elamo-dravidiana, care leagă India de Platoul Iranului).
Limbajul ancestral ipotetic al familiei nostratice se numește proto-nostratic. Proto-nostraticul ar fi fost vorbit între 15.000 și 12.000 î.e.n., în perioada epipaleolitică, aproape de sfârșitul ultimei perioade glaciare.
Ipoteza nostratică este propusă de Holger Pedersen la începutul secolului al XX-lea. Numele „Nostratic” se datorează lui Pedersen (1903), derivat din latinescul  nostrates (compatrioți). Ipoteza a fost extinsă în mod semnificativ în anii 1960 de către lingviștii sovietici, în special Vladislav Illich-Svitych și Aharon Dolgopolsky, denumită „școala moscovită” de Allan Bomhard (2008, 2011 și 2014) și a primit o atenție reînnoită în mediul academic vorbitor de limbă engleză din anii 1990.
Ipoteza este controversată și are diferite grade de acceptare în rândul lingviștilor din întreaga lume, dintre care majoritatea resping nostraticul  și multe alte ipoteze de macro-familii. În Rusia este susținută de o minoritate de lingviști, precum Vladimir Dybo, dar nu este o ipoteză general acceptată.  Unii lingviști au o perspectivă agnostică. Eurasiaticul, un grup similar, a fost propus de Joseph Greenberg (2000) și susținut de Merritt Ruhlen; este considerat ca o subfamilie a nostraticului de către Bomhard (2008).

## Istoricul cercetării

### Originea ipotezei nostratice
În ultimul sfert al secolului al XIX-lea diverși lingviști au avansat propuneri care leagă limbile indo-europene de alte familii lingvistice, cum ar fi finno-ugra și altaică.
Aceste propuneri au fost duse mult mai departe în anul 1903, când Holger Pedersen a propus „nostraticul“, un strămoș comun pentru limbile indo-europene, fino-ugrice, samoedice, turcă, mongolă, manciuriană, iukaghiră, eschimosă, limbule semitice și hamitice, cu ușa lăsată deschisă pentru eventuala includere a altora.
Numele Nostratic derivă din cuvântul latin nostrās, care înseamnă „compatriotul nostru” (plural: nostrates ) și a fost definit, de la Pedersen, ca fiind format din acele familii de limbi care sunt înrudite cu limbile indo-europene. Merritt Ruhlen remarcă faptul că această definiție nu este corect taxonomică, ci amorfă, deoarece există grade de relaționare mai largi și mai restrânse și, în plus, unii lingviști care acceptă în general conceptul (cum ar fi Greenberg și Ruhlen însuși) au criticat denumirea ca reflectând etnocentrismul frecvent printre europeni la acea vreme. Martin Bernal a descris termenul ca fiind dezagreabil, deoarece implică faptul că vorbitorii altor familii de limbi sunt excluși din discuțiile academice. Chiar și așa, conceptul transcende, fără îndoială, asociațiile etnocentrice. (Într-adevăr, contemporanul mai vechi al lui Pedersen, Henry Sweet, a atribuit o parte din rezistența specialiștilor indo-europeni împotriva ipotezelor unor relații genetice mai largi ca „prejudecată împotriva detronării [indo-europene] din mândra sa izolare și afilierea acesteia la limbile raselor galbene”.) Denumirile alternative propuse, cum ar fi Mitian, formate din pronumele nostratice caracteristice la prima și a doua persoană mi „eu” și ti „tu” (exact „ tine”), nu au atins aceeași popularitate.